# Baja Franconia
Baja Franconia (en alemán: Unterfranken, pronunciación: /ˈʊntɐˌfʁaŋkn̩/ⓘ) es una de las siete regiones administrativas en que está dividido el estado federado de Baviera. Su capital es Wurzburgo.
Baja Franconia se encuentra al noroeste del estado federado y limita al sur con Baden-Wurtemberg, al oeste con Hesse, al este con la Franconia Media y al norte con Turingia y la Alta Franconia. 
Las aguas del río Meno atraviesan la Baja Franconia, por lo que la región recibe en ocasiones el nombre de Mainfranken o Franconia del Meno.

## División administrativa
La región de la Baja Franconia está dividida en tres ciudades-distrito (Kreisfreie Städte) y nueve distritos rurales (Landkreise):

### Ciudades-distrito

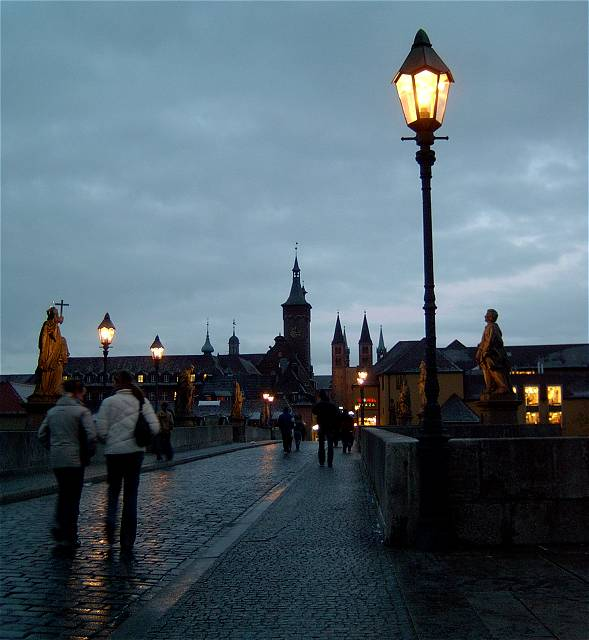
Puente sobre el río Meno en Würzburg.

1. Aschaffenburg
2. Schweinfurt
3. Wurzburgo

### Distritos rurales
1. Distrito de Aschaffenburg
2. Distrito de Bad Kissingen
3. Distrito de Haßberge
4. Distrito de Kitzingen
5. Distrito de Main-Spessart
6. Distrito de Miltenberg
7. Distrito de Rhön-Grabfeld
8. Distrito de Schweinfurt
9. Distrito de Würzburg

## División administrativa antes de la reforma de los distritos

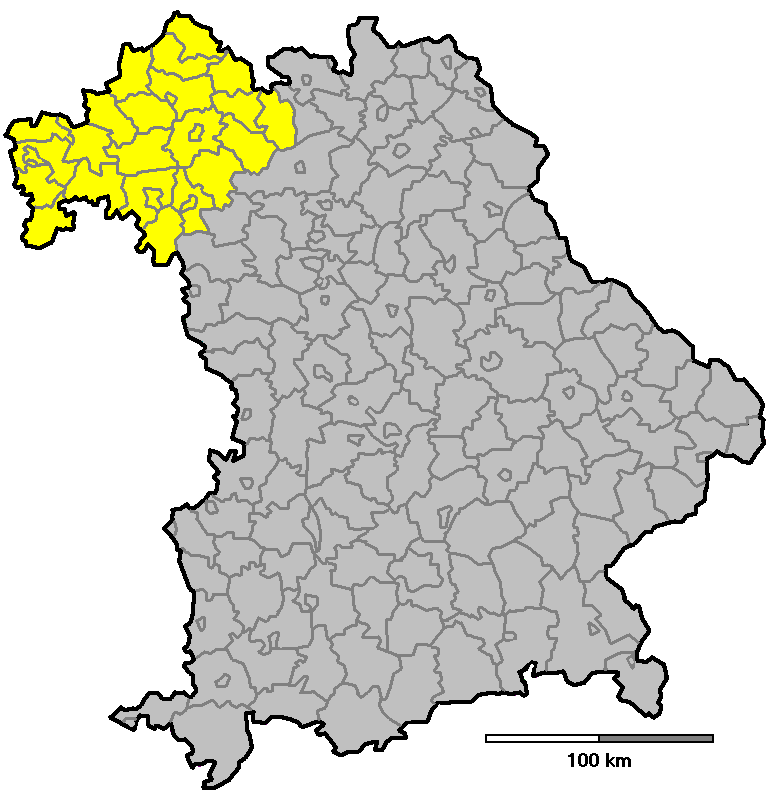
Fronteras anteriores a la reforma.

Desde finales de la Segunda Guerra Mundial hasta 1972 la organización territorial de la región fue la siguiente:

### Ciudades-distrito
- Aschaffenburg
- Schweinfurt
- Wurzburgo
- Kitzingen
- Bad Kissingen

### Distritos rurales
| - Landkreis Alzenau - Landkreis Aschaffenburg - Landkreis Bad Brückenau - Landkreis Bad Kissingen - Landkreis Bad Neustadt an der Saale - Landkreis Ebern - Landkreis Gemünden - Landkreis Gerolzhofen - Landkreis Hammelburg - Landkreis Haßfurt - Landkreis Hofheim | - Landkreis Karlstadt - Landkreis Kitzingen - Landkreis Königshofen im Grabfeld - Landkreis Lohr - Landkreis Marktheidenfeld - Landkreis Mellrichstadt - Landkreis Miltenberg - Landkreis Obernburg - Landkreis Ochsenfurt - Landkreis Schweinfurt - Landkreis Würzburg |

Anotación: hasta después de la Segunda Guerra Mundial esta región era llamada Mainfranken, luego tomó el nombre actual: Unterfranken.

## Economía
La tasa de desempleo de Baja Franconia, a abril de 2006, era del 6,3%. Las áreas con más peso económico en la región son las ciudades de Aschaffenburg, Wurzburgo, Schweinfurt, así como los grandes centros productores que hay ubicados a lo largo del Meno, como Miltenberg o Lohr am Main. 
Según el departamento de estadística europeo, el PIB de la Baja Franconia está en un 109,7% en comparación con la media de la Unión Europea.

## Historia
Con el paso de la región al nuevo Reino de Baviera tras el Congreso de Viena se creó el nuevo Untermainkreis con Würzburg como su capital. 
Desde el 1 de enero de 1838 se denominada Baja Franconia, por el antiguo Ducado de Franconia, en cuyos territorios del este queda la Baja Franconia actual.

## Política

### Presidentes de la región
| - 1814-1817: Maximilian Freiherr von Lerchenfeld - 1817-1825: Franz-Wilhelm Freiherr von Asbeck - 1826-1832: Max Freiherr von Zu-Rhein - 1832: Karl Freiherr von Stengel - 1833-1837: August Graf von Rechberg und Rothenlöwen - 1837: Ferdinand Freiherr von Andrian-Werburg - 1838-1840: Philipp Graf von Lerchenfeld - 1840-1849: Leopold Graf Fugger von Glött - 1849-1868: Friedrich Freiherr von Zu-Rhein - 1868-1901: Friedrich Graf von Luxburg Count of Luxburg Prínce of Carolath-Beuthen and Prínce of Schoenaich-Carolath - 1901-1907: Ludwig von Kobell - 1907-1913: Karl Ritter von Müller - 1913-1916: Friedrich Ritter von Brettreich | - 1917-1929: Julius Ritter von Henle - 1929-1933: Bruno Günder - 1945: Adam Stegerwald - 1945-1946: Jean Stock - 1946-1950: Adolf Körner - 1950-1952: Karl Kihn - 1952-1960: Josef Hölzl - 1960-1968: Heinz Günder - 1968-1974: Robert Meixner - 1975-1984: Philipp Meyer - 1984-2000: Franz Vogt - 2000-hoy: Paul Beinhofer |

## Hermandad
La región de la Baja Franconia mantiene una cooperación con el Departamento francés de Calvados, en la Normandía